# Clytus montanus
Clytus montanus là một loài bọ cánh cứng trong họ Cerambycidae.